# جلابك
باليقجي هي قرية في مقاطعة آلتينقال في ولاية أنديجان في أوزبكستان.